# Бунзен (лунный кратер)
Кратер Бунзен (лат. Bunsen) — древний крупный ударный кратер находящийся в северо-западной части видимой стороны Луны. Название присвоено в честь немецкого химика-экспериментатора Роберта Вильгельма Бу́нзена (1811—1899) и утверждено Международным астрономическим союзом в 1964 г.

## Описание кратера

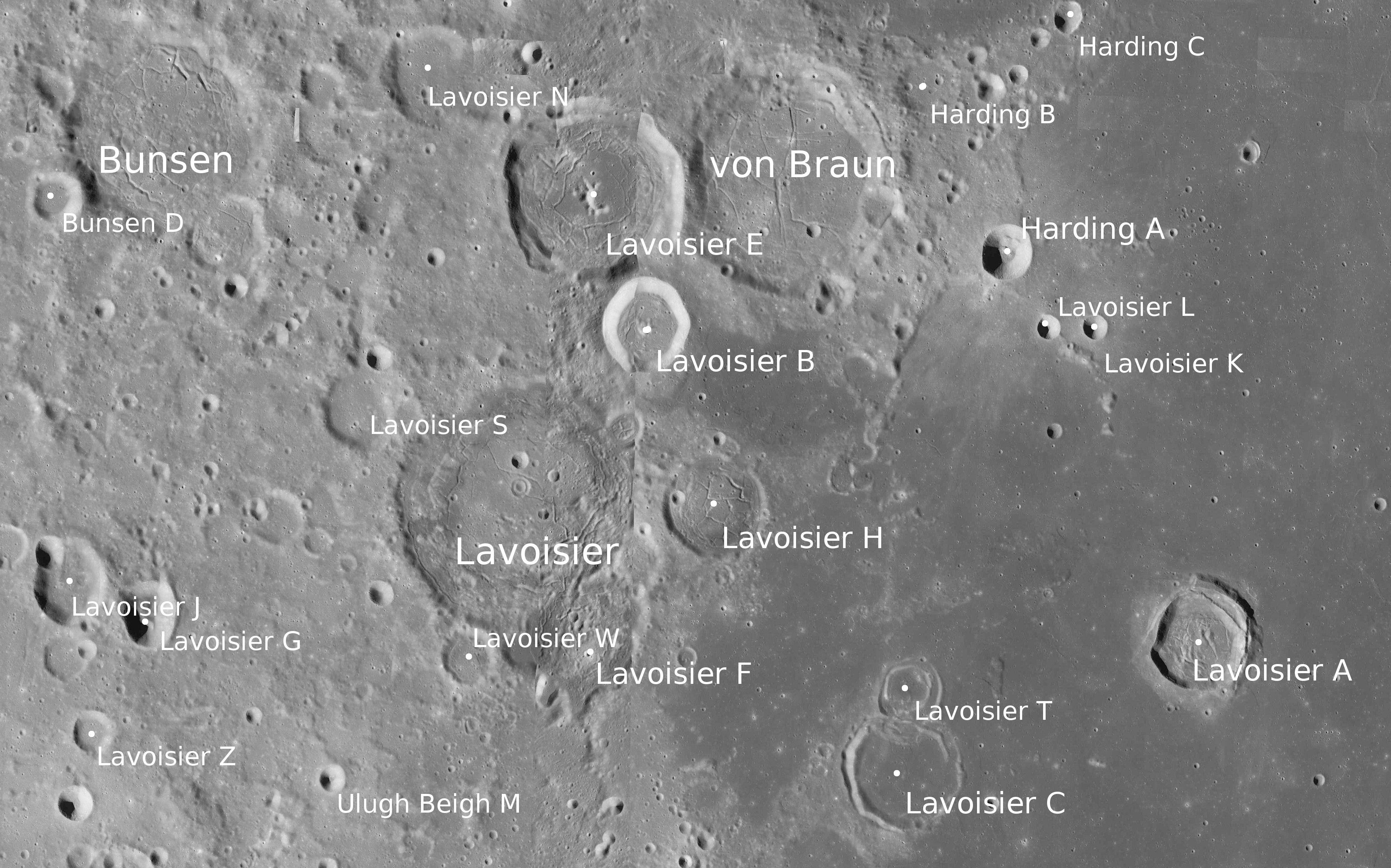
Окрестности кратера Бунзен. Снимок зонда Lunar Reconnaissance Orbiter.

Ближайшими соседями кратера являются кратер Мак-Лафлин на северо-западе (на обратной стороне Луны); кратер Жерар на северо-востоке; кратер Фон Браун на востоке; кратер Лавуазье на юго-востоке. На востоке от кратера находится Океан Бурь. Селенографические координаты центра кратера 41°24′ с. ш. 85°28′ з. д. / 41,4° с. ш. 85,46° з. д., диаметр 55,2 км, глубина 2,4 км. 
За время своего существования кратер практически полностью разрушен, наиболее сохранившейся его частью является северо-восточный участок вала. Юго-восточную часть вала частично перекрывает кратероподобное образование. Высота вала над окружающей местностью 1140 м, объём кратера составляет 2200 км³.. Дно чаши кратера плоское, отмечено множеством мелких кратеров. В северной и южной частях чаши находятся системы борозд, в юго-западной части располагается небольшой хребет.
Вследствие своего расположения у северо-западного лимба видимой стороны Луны кратер при наблюдениях имеет сильно вытянутую искаженную форму.

## Сателлитные кратеры

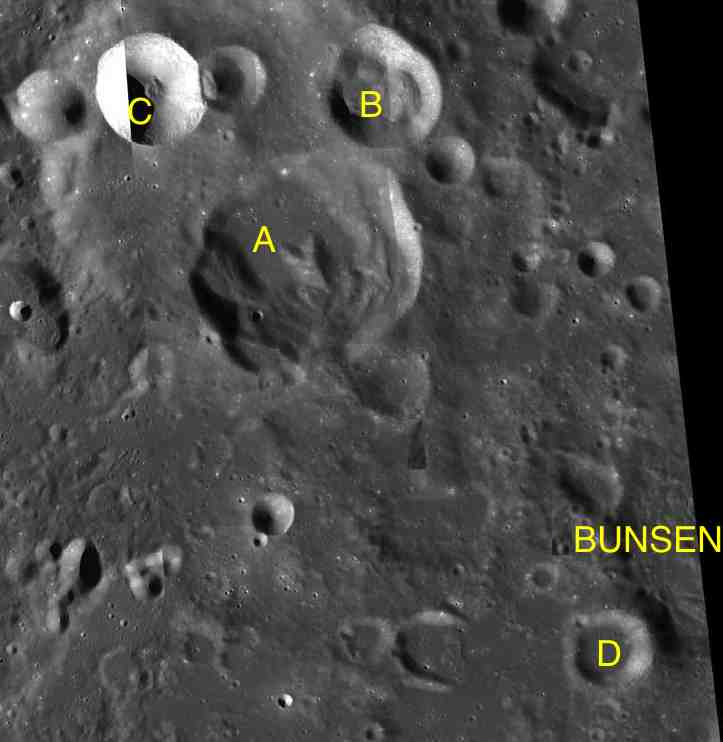
Фрагмент карты LAC-22.

| Бунзен | Координаты                                            | Диаметр, км |
| ------ | ----------------------------------------------------- | ----------- |
| A      | 43°10′ с. ш. 88°43′ з. д. / 43,17° с. ш. 88,71° з. д. | 40,7        |
| B      | 44°07′ с. ш. 88°02′ з. д. / 44,11° с. ш. 88,03° з. д. | 21,5        |
| C      | 44°13′ с. ш. 89°49′ з. д. / 44,21° с. ш. 89,82° з. д. | 19,0        |
| D      | 40°51′ с. ш. 86°43′ з. д. / 40,85° с. ш. 86,71° з. д. | 13,6        |